# Eric Ericsson Duræus
Eric Ericsson Duræus, född 3 september 1684 i Kuddby församling, Östergötlands län, död 3 juni 1720 i Linköpings församling, Östergötlands län, var en svensk präst och domkyrkoorganist.

## Biografi
Eric Duræus föddes 1684 i Linköping. Han var son till kyrkoherden Erik Duræus i Kuddby församling och Beata Johansdotter. Duræus blev 1705 student vid Uppsala universitet och 1708 blev han kollega vid Linköpings trivialskola. Från 1709 var han även subkantor vid trivialskolan. Duræus blev 1711 kantor och organist i Linköpings församling och prästvigdes 1717. Han avled 1720 i Linköping.

### Familj
Duræus var gift med Elisabeth Askebom (1693–1780), dotter till kyrkoherden Haraldus Askebom i Östra Husby församling och Anna Langelius. De fick tillsammans sonen kyrkoherden Carl Boræn (1720–1783) i Hjorteds församling. Efter Duræus död gifte Elisabeth Askebom om sig med kyrkoherden Magnus Boræn i Misterhults församling.